# Бустаманте, Хосе Рафаэль
Хосе Рафаэль Бустаманте (исп. José Rafael Bustamante; 19 августа 1881, Кито — 14 апреля 1961, там же) — эквадорский государственный и политический деятель, вице-президент Республики Эквадор (18 сентября 1947 — 1 сентября 1948). Президент Национального Конгресса Эквадора (1932—1933), министр иностранных дел Эквадора (1924 и 1925), писатель
. Пионер модернистского романа в стране. Доктор юридических наук.

## Биография
Родился в знатной семье. В возрасте двенадцати лет он пережил потерю родителей, событие, что глубоко повлияло на его личность. Изучал право в Центральном университете Эквадора. В 1902 году представлял Центральный университет на студенческом конгрессе в Каракасе. 
По возвращении он взял на себя управление семейным поместьем, что прервало его профессиональное развитие, но позволило ему укрепить хозяйство и внести вклад в образование своих братьев и сестёр. В этот же период он начал заниматься литературой. В 1915 году женился на Ипатии Карденас Наварро, известной писательнице и суфражистке. 
Сделал успешную общественную карьеру, занимал высокие должности. Вошёл в состав правительства президента и коллеги-писателя Бакерисо Морено, став временным поверенным в делах в Чили (1919—1920). Возглавлял Палату Сената и Чрезвычайный Конгресс 1923 года. Был сенатором, деканом факультета философии и литературы Центрального университета в Кито, министром правительства, министром иностранных дел при президенте Исидро Айора (1924 и 1925).
Философ. Автор нескольких романов, в том числе «Убить червя» и «Соображения о свободе» (Философия свободы).
Член Эквадорской академии языка (с 1921), где стал пожизненным президентом. Он также был членом-корреспондентом Королевской испанской академии и член-корреспондент Мексиканской академии языка (с 1955).
С 22 декабря 1925 года — член Верховной правительственной хунты.
С 18 сентября 1947 по 1 сентября 1948 года занимал должность вице-президента Республики Эквадор при Карлосе Хулио Аросемена Тола.